# Joaquín Piqueras García
Joaquín Piqueras García (Alguazas, 7 de diciembre de 1967) es un poeta y escritor español. Actualmente reside en Cartagena, donde compagina la docencia con la escritura.

## Biografía
Joaquín Piqueras García es autor del libro Antología del desconcierto (Nausícaä, 2004), con el que obtuvo al año siguiente el premio “Autor Revelación del año 2004” dentro del galardón “Mejor Libro Murciano del año”. En 2007 ganó el XXIV Certamen de Poesía “Ángel Martínez Baigorri” con el poemario Concierto non grato (Fecit, 2008), obra de insólita estructura musical en la que Piqueras muestra su tono más comprometido.
Posteriormente, ha sido finalista en el VII Premio Internacional de Poesía León Felipe, en el XXIX Premio de Poesía Juan Alcaide, en el XIV Certamen de Poesía María del Villar 2008, y ha ganado el III Premio María Guirado, el primer accésit del XVII Premio Ciudad de Las Palmas, y el XXXIX Premio Nacional de Poesía Antonio González de Lama con los poemarios Tomas falsas (Diego Marín, 2009), (Ayuntamiento de las Palmas de Gran Canaria, 2010), presuntas historias apócrifas del cine en las que los títulos de las películas sirven de pretexto para ahondar en temas personales, y Los infiernos de Orfeo, obra de reciente publicación en la histórica Colección Provincia (Diputación de León, 2010), y que aborda el mito de Orfeo desde una perspectiva actual y novedosa.
También ha publicado como poeta, narrador y ensayista en diversos fanzines, antologías y revistas. Es redactor de la revista Ágora y miembro, junto a autores como Fulgencio Martínez, Francisco Javier Illán Vivas o Raquel Lanseros del Taller de Arte Gramático. Ha sido músico y letrista en grupos musicales como Los del Paso y The Sonados y cofundador, junto al dramaturgo Javier Mateo, del grupo Leviathan Teatro. Ha colaborado, asimismo, en el programa radiofónico de la SER A vivir que son dos días (Región de Murcia), revelándonos una de sus especialidades: los escritores "insólitos", sobre los que ha publicado varios trabajos. Sus poemas han inspirado algunas obras de pintores como Fulgencio Saura Mira, José Molina o Ubanell y obras del músico Luis Arasanz Vega, con quien ha recitado en numerosas ocasiones. Actualmente, alterna la creación literaria con su labor docente en el IES Jiménez de la Espada (Cartagena, Murcia), la dirección de un Taller de Creación Literaria en la UNED y la codirección de los eventos poéticos "Con~Clave" de manera mensual desde finales del año 2011 realizados en varios puntos de la Región de Murcia.
Joaquín Piqueras también ha sido conocido localmente por sus originales apariciones en algunos recintos, mediante la representación de personajes populares (como Corleone), mediante los cuales desarrolla un monólogo reivindicativo y singular. La mayoría de alumnos que tienen el privilegio de asistir a sus clases de literatura se deshacen en elogios hacia Joaquín.

## Obra
- Antología del desconcierto, Nausícaä, 2004. ISBN 13: 978-84-96114-57-9
- Concierto non grato, Fecit, 2008.  ISBN 13: 978-84-934533-6-7
- Manual del perfecto náufrago, Tres fronteras, 2009.
- Tomas falsas, Diego Marín ed., 2009. ISBN 13: 978-84-8425-763-9
- Tomas falsas (V.O.), Ayuntamiento de las Palmas de Gran Canaria, 2010.   ISBN 13: 978-84-92537-08-2
- Los infiernos de Orfeo, Colección Provincia, 2010.  ISBN 13: 978-84-89410-16-9
- Se lavó las manos y su toalla parecía una compresa, Colectivo Iletrados, 2011.